# Benno Jaffé

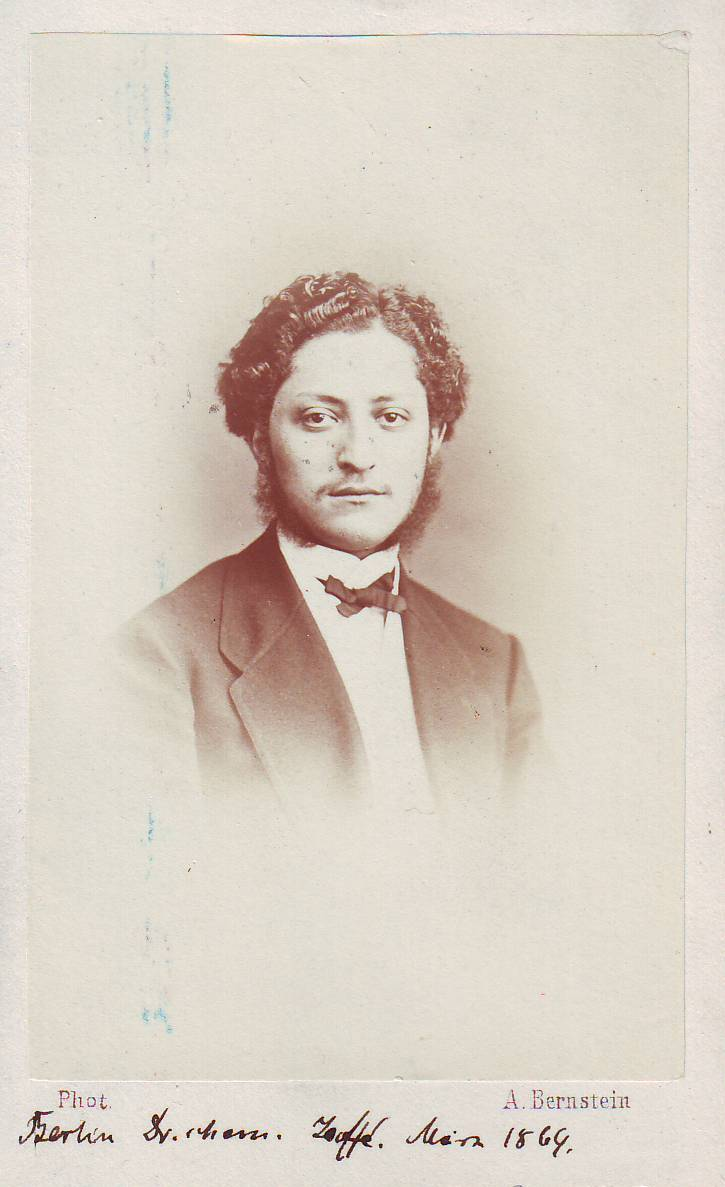
Benno Jaffé (1869)

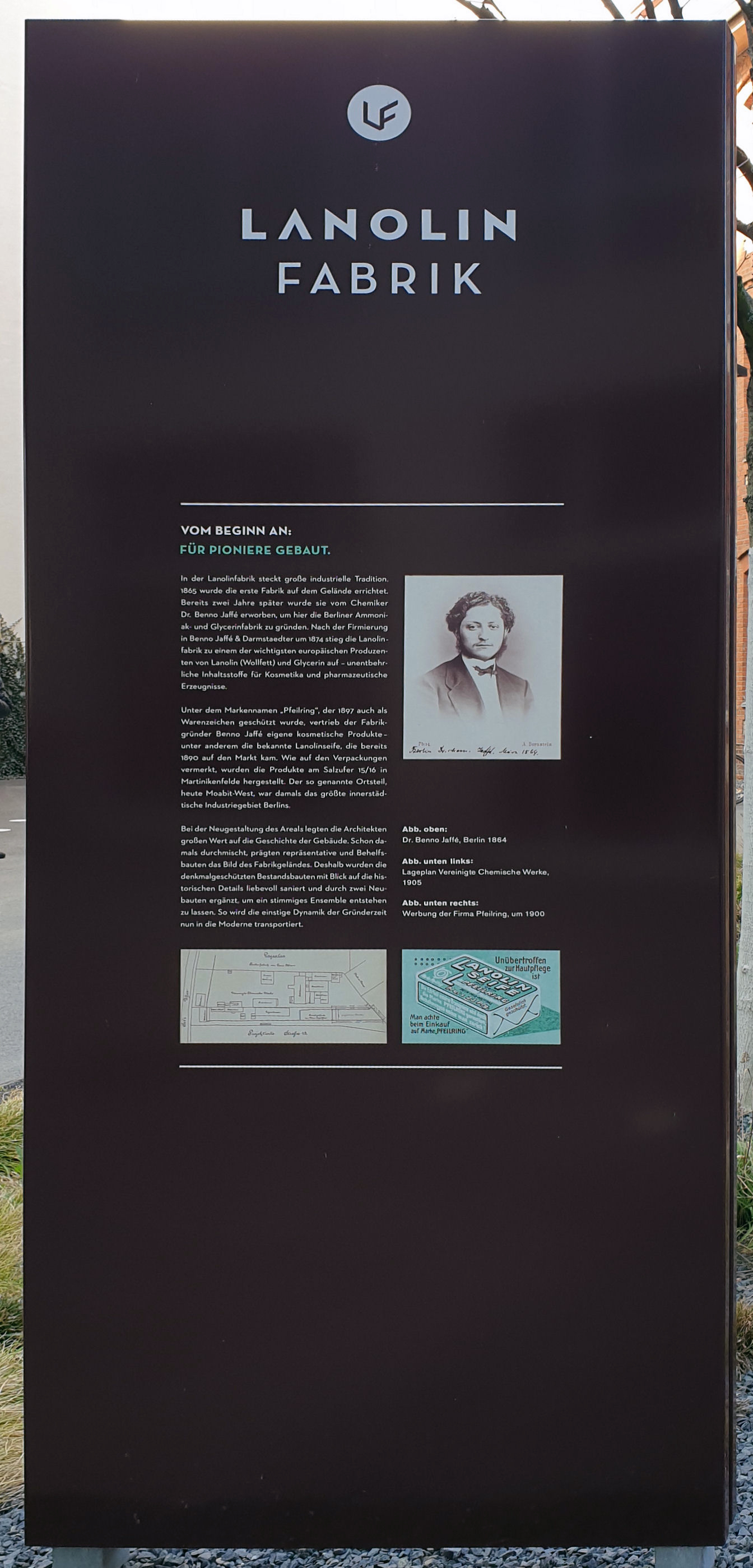
Gedenktafel am Salzufer 16, in Berlin-Charlottenburg

Benno Jaffé (* 23. September 1840 in Posen; † 29. September 1923 in Berlin) war ein deutscher Chemiker, Unternehmer und Kommunalpolitiker.

## Leben
Jaffé studierte Chemie an der Friedrich-Wilhelms-Universität Berlin und der Ruprecht-Karls-Universität Heidelberg. 1861 wurde er im Corps Marchia Berlin recipiert. 1865 wurde er in Berlin zum Dr. phil. promoviert. 1867 gründete er am Charlottenburger Salzufer die Berliner Ammoniak- und Glycerin-Fabrik Dr. Benno Jaffé. Ab 1874 betrieb er das Unternehmen gemeinsam mit Ludwig Darmstaedter unter der Firma Benno Jaffé & Darmstaedter. An der Kaiserin-Augusta-Allee eröffnete er ein zweites Werk. 1884 erwarb das Unternehmen von Oskar Liebreich das Patent zur Gewinnung von Wollfett, das unter dem Namen Lanolin bekannt wurde. Jaffés Unternehmungen waren besonders in der kosmetischen Industrie mit Produkten erfolgreich, die unter der Marke Pfeilring vertrieben wurden. Im Jahr 1900 wurde das Unternehmen unter der Firma Vereinigte Chemische Werke AG in eine Aktiengesellschaft umgewandelt, deren Aufsichtsrat Jaffé bis an sein Lebensende vorstand. Einige Jahre nach seinem Tod wurde das Unternehmen 1930 in Pfeilring-Werke AG umfirmiert.
Jaffé war von 1895 bis 1901 Stadtverordneter und von 1901 bis 1918 Stadtrat der bis 1920 selbständigen Stadt Charlottenburg. In dieser Eigenschaft leitete er jahrelang die städtischen Elektrizitätswerke. Verheiratet war er mit Helene geb. Salomon, mit der er fünf Kinder hatte, darunter den Pathologen Rudolf Jaffé.

## Soziales Engagement
Benno Jaffé war Mitglied der Gesellschaft der Freunde, eines jüdischen Kultur- und Wohltätigkeitsvereins in Berlin. 1906 gründete er die Benno-und-Helene-Jaffé-Stiftung für Bedürftige. Verschiedene sozialreformerische Initiativen Charlottenburgs, wie das Jugendheim, Ferienkolonien und das städtische Mütter- und Säuglingsheim wurden von Jaffé und seiner Frau aktiv unterstützt.

## Ehrungen
1905 wurde Jaffé für sein kommunales Engagement mit dem Roten Adlerorden IV. Klasse ausgezeichnet. Anlässlich seines 70. Geburtstags verlieh ihm die Stadt Charlottenburg 1910 Titel eines Stadtältesten und 1919 die Ehrenbürgerwürde. Die Jafféstraße am Messegelände (Berlin) trägt seinen Namen.

## Schriften
- Mittheilungen ueber Rufigallussäure. In: Berichte der deutschen chemischen Gesellschaft, 3. Jahrgang 1918, S. 694–697.